# Mosquiter d'ulleres pitgroc
El mosquiter d'ulleres pitgroc (Phylloscopus montis) és una espècie d'ocell de la família dels fil·loscòpids (Phylloscopidae). Es troba a Malàisia, Filipines, Timor Oriental i Indonèsia. Els seus hàbitats principals són els boscos tropicals i subtropicals de frondoses humits de les terres baixes i de l'estatge montà. El seu estat de conservació es considera de risc mínim.